# Sylvie Testud

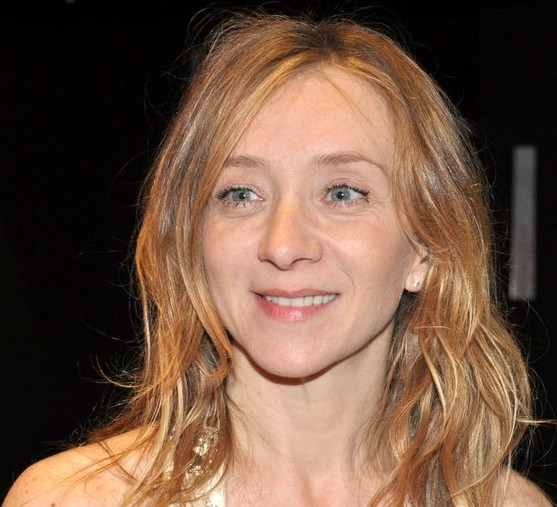
Sylvie Testud (2011)

Sylvie Testud (* 17. Januar 1971 in Lyon) ist eine französische Schauspielerin.

## Leben
Testud besuchte ab 1993 die Pariser Schauspielschule Conservatoire National Superieur d’Art Dramatique. Bereits im ersten Studienjahr erhielt sie ihre erste Filmhauptrolle in Maries Lied: Ich war, ich weiß nicht wo von Niko von Glasow. 1996 wurde Testud einem breiten internationalen Publikum durch ihre Rolle der Lara in Caroline Links Film Jenseits der Stille bekannt. Sie spielte eine Tochter gehörloser Eltern, die dem Musizieren verfällt. Eigens für diese Rolle erlernte Testud Gebärdensprache und das Spielen der Klarinette. Für ihre Schauspielleistung erhielt Testud 1997 den Deutschen Filmpreis für die Beste weibliche Hauptrolle das Filmband in Gold.
Drei Jahre später wurde sie für ihre Rolle in Die Gefangene (2000) für den Europäischen Filmpreis als Beste Darstellerin nominiert.
2001 erhielt sie den César als beste Nachwuchsdarstellerin für ihren Auftritt in Les blessures assassines. 2004 erhielt sie die Auszeichnung erneut, dieses Mal als beste Hauptdarstellerin für ihre Rolle der Amélie in Stupeur et tremblements von Alain Corneau, einer Verfilmung des Romans Mit Staunen und Zittern. 2009 spielte sie die Hauptrolle in dem Film Lourdes, in dem sie eine an Multipler Sklerose erkrankte junge Frau verkörpert, die bei einer Pilgerreise zu dem titelgebenden französischen Wallfahrtsort am eigenen Leib eine „Wunderheilung“ erlebt. Diese Darstellung brachte ihr den Europäischen Filmpreis ein. Testud spricht neben ihrer Muttersprache Französisch auch fließend Spanisch, was ihr die Rolle der Schweizer Ärztin Henriette Faber in dem kubanischen Historiendrama Insumisas einbrachte.
Testud ist auch als Buchautorin tätig. In ihren Texten verarbeitet sie teilweise ihr Leben als Schauspielerin. Nach dem autobiographisch ausgerichteten Titel Il n’y a pas beaucoup d’étoiles ce soir (2003) erschienen im Verlag Fayard auch einige Romane.
Sie hat zwei Kinder, einen 2005 geborenen Sohn und eine 2011 geborene Tochter.

## Filmografie (Auswahl)
- 1993: Paare und Geliebte (Couples et amants)
- 1994: Maries Lied: Ich war, ich weiß nicht wo
- 1996: Jenseits der Stille
- 1998: In Heaven
- 1999: Pünktchen und Anton
- 2000: Die Gefangene (La captive)
- 2000: Drogenszenen (Scénarios sur la drogue) (Episode Lucie)
- 2000: Les blessures assassines
- 2000: Sade
- 2001: Julies Geist
- 2001: Le château
- 2001: Ich geh’ nach Hause (Je rentre à la maison)
- 2002: Der gläserne Blick
- 2002: Jedermanns Fest
- 2002: Un moment de bonheur
- 2002: Les femmes … ou les enfants d’abord …
- 2002: Tangos volés – Regie: Eduardo de Gregorio
- 2002: Liebe deinen Vater (Aime ton père)
- 2002: Leben tötet mich (Vivre me tue)
- 2003: Mit Staunen und Zittern (Stupeur et tremblements)
- 2003: Filles uniques
- 2003: Dédales – Würfel um dein Leben (Dédales)
- 2004: Morgen ziehen wir um (Demain on déménage)
- 2004: Tout pour l’oseille
- 2004: Cause toujours!
- 2004: Victoire
- 2005: Worte in Blau (Les mots bleus)
- 2005: La vie est à nous!
- 2007: La France
- 2007: La vie en rose (La Môme)
- 2007: Der Fluchtpunkt (Ce que mes yeux ont vu)
- 2008: Bonjour Sagan (Sagan)
- 2008: L’idiot – Regie: Pierre Léon
- 2009: A Happy Man (Le bonheur de Pierre)
- 2009: Vengeance (復仇/Fuk sau)
- 2009: Lourdes
- 2009: Lucky Luke
- 2010: Die Kinder von Paris (La rafle)
- 2011: Rebellion (L’ordre et la morale)
- 2013: Gestrandet (Les Déferlantes)
- 2013: Für eine Frau (Pour une femme)
- 2014: Two Women
- 2014: French Women – Was Frauen wirklich wollen (Sous les jupes des filles)
- 2014: 96 heures
- 2014: Das Glück beim Tanzen (Ceux qui dansent sur la tête)
- 2015: Im Spinnwebhaus
- 2016: Mörderische Stille
- 2016: Die Besucher – Sturm auf die Bastille (Les Visiteurs – La Révolution)
- 2017: Maximilian – Das Spiel von Macht und Liebe (Fernsehdreiteiler)
- 2017: Final Portrait
- 2017: Hochzeit ohne Plan (Jour J)
- 2018: Suspiria
- 2018: Tamara: Volume 2
- 2018: Deutsch-Les-Landes (Fernsehserie, 10 Episoden)
- 2018: Insumisa
- 2019: Convoi exceptionnel
- 2019: Eden (Fernsehfilm)
- 2019: Toute ressemblance
- 2019: Rendez-vous chez les Malawas
- 2020: Angst auf dem See (Peur sur le lac, Fernsehserie, 6 Episoden)
- 2021: Flashback
- 2021: Fugueuse (Fernsehserie, 6 Episoden)
- 2022: Simone, le voyage du siècle
- 2022: Champagne!
- 2023: Marinette – Kämpferin. Fussballerin. Legende. (Marinette)
- 2023: Des mains en or
- 2024: Oh la la – Wer ahnt denn sowas? (Cocorico)

## Buchveröffentlichungen
- 2003: Il n’y a pas beaucoup d’étoiles ce soir (Autobiographie)
- 2005: Le ciel t’aidera (Roman)
- 2006: Gamines (Roman)
- 2011: Chevalier de l’ordre du mérite (Roman)
- 2014: C’est le métier qui rentre (Roman)